# Ведмедівка (Ніжинський район)
Ведме́дівка —  село в Україні, у Носівській міській громаді Ніжинського району Чернігівської області. Населення становить 108 осіб. До 2020 орган місцевого самоврядування — Держанівська сільська рада.

## Уродженці
- Сильвестр Юницький (світське ім’я – Семен; *1719 - †після 1769) – український релігійний діяч в добу Гетьманщини, архімандрит монастирів на Московщині. Керівник представництва Києво-Печерської Лаври у Москві, фінансовний менеджер, капелан, бібліотекар.